# Kerenina Sunny Halim
Kerenina Sunny Halim, née le 13 juin 1986, est une mannequin indonésienne qui a remporté le titre de Miss Indonésie 2009.